# Варакское
Варакское — озеро на территории Кестеньгского сельского поселения Лоухского района Республики Карелии.

## Общие сведения
Площадь озера — 2,1 км², площадь водосборного бассейна — 7,7 км². Располагается на высоте 158,0 метров над уровнем моря.
Форма озера лопастная. Берега изрезанные, каменисто-песчаные, преимущественно возвышенные.
Из южного залива озера вытекает река Капустная, впадающая в озеро Кереть, из которого берёт начало река Кереть, впадающая в Белое море.
В озере расположены одва относительно крупных (по масштабам водоёма) острова без названия.
Вдоль южного берега озера проходит трасса 86К-127 («Р-21 „Кола“ — Пяозерский — граница с Финляндской Республикой»).
Код объекта в государственном водном реестре — 02020000711102000002217.

## Галерея
- Варакское озеро
- Озеро в середине мая
- Вид с южного берега
- Вид с южного берега